# Oumar Traoré
Oumar Traoré (27 febbraio 1975) è un ex calciatore senegalese, di ruolo centrocampista.